# Новый год во Франции

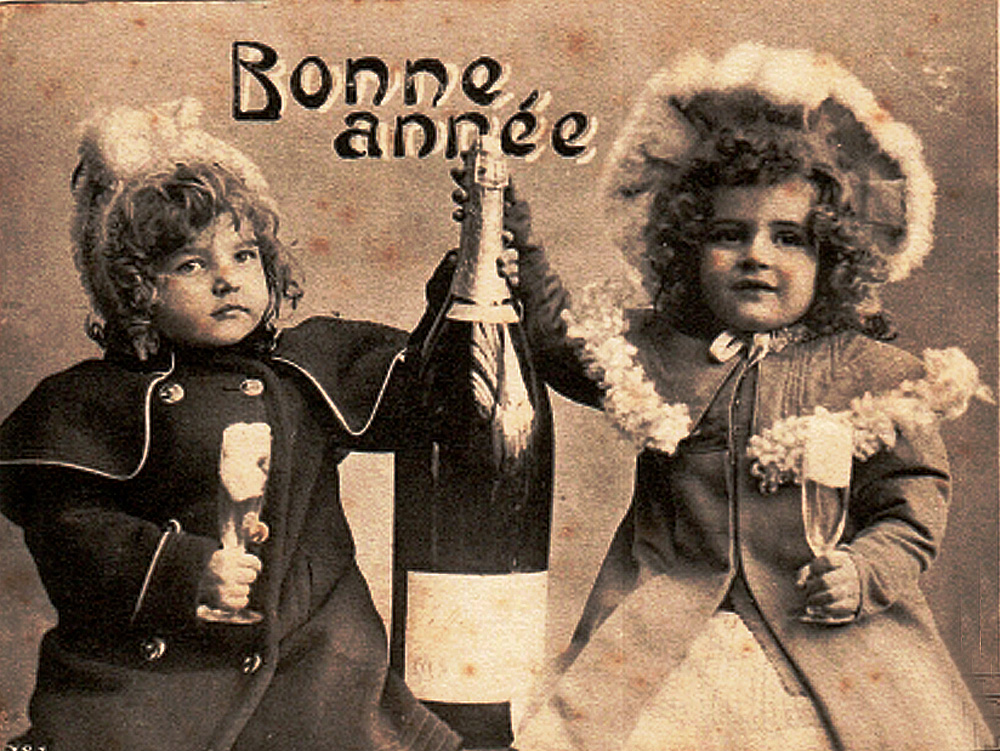
Французская новогодняя открытка начала XX века

Но́вый год во Фра́нции — один из пяти светских национальных французских праздников. Отмечается 31 декабря (День Святого Сильвестра, фр. Saint-Sylvestre) и 1 января (фр. Jour de l'an, дословно «[первый] день года»). Первое января — нерабочий день. В отличие от Рождества, Новый год французы чаще встречают в обществе друзей, чем в кругу семьи. Новогодние подарки обычно представляют собой денежные суммы, которые, в частности, принято вручать в качестве вознаграждения представителям определённых профессий.

## История
1 января не всегда было датой празднования Нового года. В VI—VII веках в большинстве французских провинций отсчёт нового года вёлся с 1 марта. При Карле Великом первым днём нового года считалось Рождество, при Капетингах — Пасха, хотя кое-где Новый год отмечался 25 марта, на Благовещение. Лишь 9 августа 1564 года король Франции Карл IX Руссильонским эдиктом установил начало года на 1 января. Достоверно не известно, почему была выбрана именно эта дата, не соответствующая никакому религиозному либо светскому празднику. Существует гипотеза, что причиной выбора стала именно абсолютная «нейтральность» даты, способная устроить как католиков, так и протестантов, и, кроме того, лишний раз утвердить королевскую, светскую власть в эпоху господства церкви и религиозных войн. Позднее, в 1582 году, введённый римским папой Григорием и названный в его честь григорианский календарь окончательно закрепил эту традицию.
Во Франции широко распространена легенда, согласно которой часть населения не последовала королевскому указу и продолжала отмечать Новый год не 1 января, а 1 апреля. Этих людей стали называть «апрельскими дураками» и всячески разыгрывать, посылая им, в частности, шуточные «подарки». Впоследствии это закрепилось в праздновании Дня смеха и традиции первоапрельских розыгрышей. Однако не сохранилось никаких источников, подтверждающих, что 1 апреля когда-либо было датой празднования Нового года во Франции.

## Традиции празднования
31 декабря во Франции известно как День Святого Сильвестра (фр. Saint-Sylvestre). Его принято отмечать за праздничным столом: издавна считается, что новый год будет благоприятным, если его встретить в изобилии и радости. Праздничная трапеза в ночь с 31 декабря на 1 января называется «ревейон» (фр. réveillon). На столе непременно присутствуют фуа-гра и шампанское; что касается остальных блюд, то они разнятся в зависимости от региона (устрицы, утиное жаркое, улитки, икра, лосось…). Часть французов встречает Новый год дома, в кругу близких или друзей, тогда как иные предпочитают отправиться в ресторан или кафе, которые в этот день предлагают специальное меню и развлекательную программу.

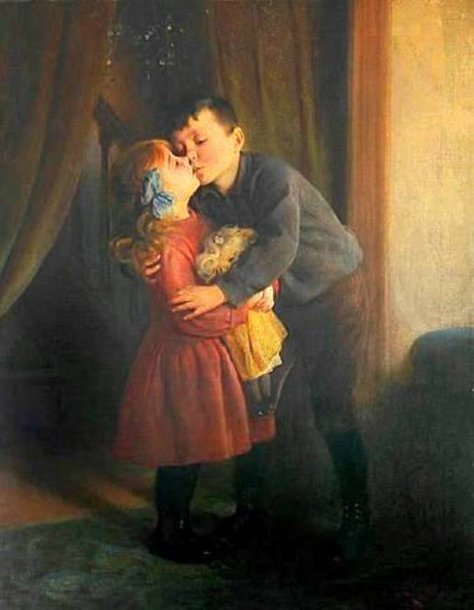
Карл Витковский. Поцелуй под омелой

С 1960 года во Франции поддерживается традиция, по которой 31 декабря президент республики обращается к нации с новогодними поздравлениями (фр. vœux présidentiels). В 20.00 основные французские телеканалы транслируют речь президента из Елисейского дворца.
Одним из самых старинных новогодних обычаев является поцелуй под омелой. Это растение почиталось священным и приносящим удачу ещё у кельтов. Его связь с новогодними празднованиями объясняется тем, что ритуальное заклинание, с которым друиды собирали омелу в день зимнего солнцестояния — «o ghel an heu» («пусть уродится хлеб») — со временем превратилось в «au gui l’an neuf» («с омелой новый год»). До нашего времени сохранилась традиция подвешивать пучок омелы к потолку и ровно в полночь обмениваться под ним поцелуями. Раньше считалось, что поцеловавшаяся под омелой пара в скором времени поженится; в наше время поцелуй под омелой может быть и дружеским, а сам ритуал воспринимается как залог счастья, здоровья и согласия в наступающем году.
Также в полночь принято брать на себя так называемые «новогодние обязательства» (фр. bonnes résolutions), то есть принимать решение достичь в новом году определённой цели или что-либо изменить в своей жизни. Наиболее популярные новогодние обязательства, согласно статистике 2018 года, касаются похудения, занятий спортом и здорового питания. Согласно той же статистике, 16 % французов принимают подобные решения «часто», 6 % «всегда», 47 % «иногда» и 31 % «никогда»; при этом 63 % выполняют данные самому себе обещания «иногда», 23 % «часто», 5 % «всегда» и 9 % «никогда».

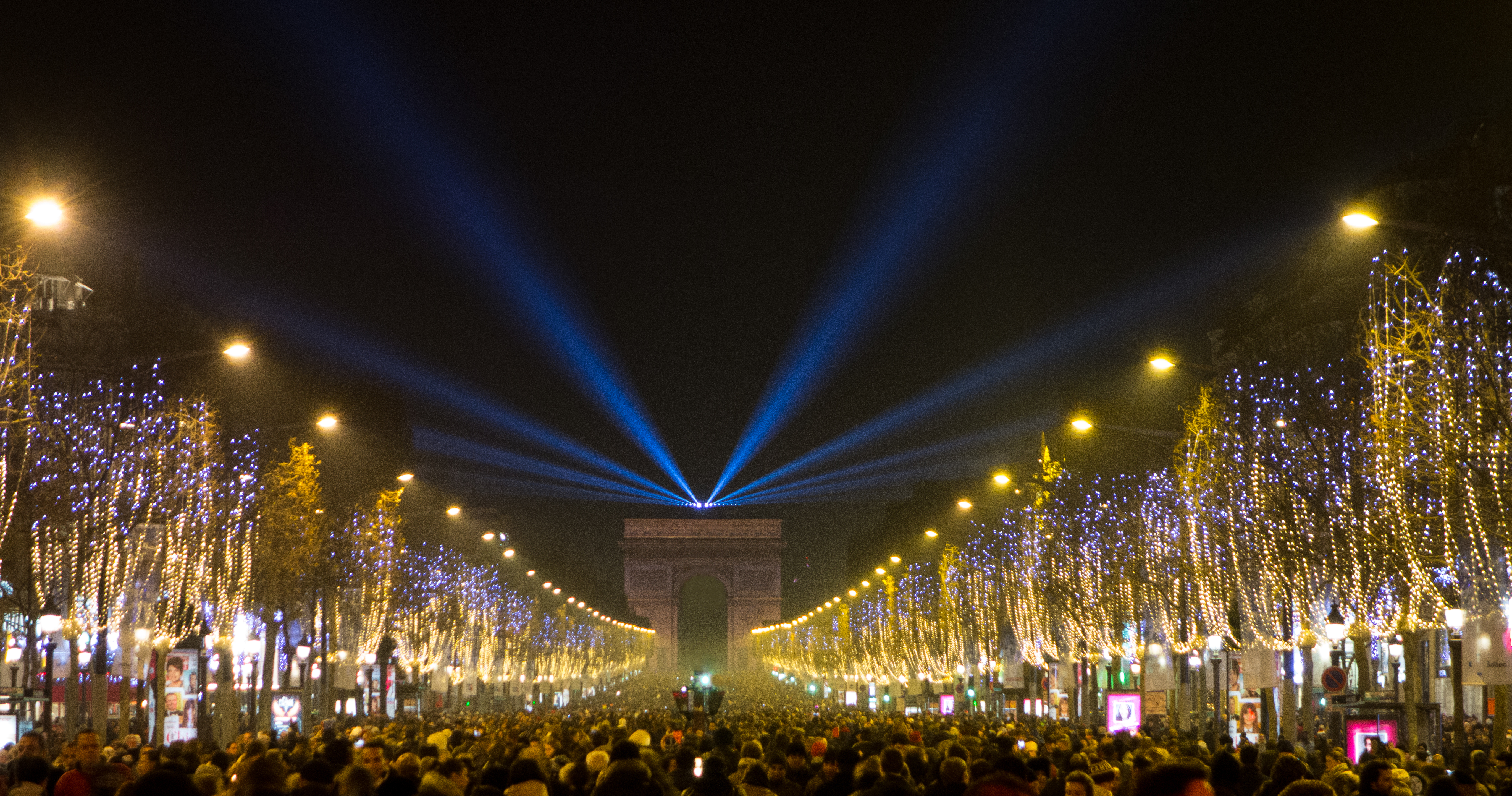
Елисейские поля 31 декабря 2014 года

После полуночи французы выходят на улицу и желают друг другу счастливого нового года. Повсюду звучат хлопки петард, музыка и автомобильные гудки: возможно, обычай производить в эту ночь как можно больше шума связан со старинным поверьем, что громкие звуки отгоняют злых духов. В Париже 1 января проходит масштабный праздничный парад на Елисейских полях, в котором участвуют музыканты, танцоры, клоуны, жонглёры, акробаты.
До 2000 года существовала традиция запускать новогодний фейерверк с Эйфелевой башни. Посмотреть на это зрелище собирались сотни тысяч людей с бутылками шампанского в руках, а журнал National Geographic включил его в десятку самых красивых новогодних празднований в мире. Однако в 2000 году из соображений безопасности фейерверки в Париже были запрещены, а вместо них с 2014 года устраивается светозвуковое шоу на Триумфальной арке.
Новогодние подарки, которые принято дарить в первые дни января, носят во Франции особое название — etrennes («этренны»). Считается, что это слово, как и сама традиция, восходит ко временам античности: древние римляне обменивались в первый день года символическими подарками, в частности, веточками вербены, сорванными в священной роще богини Стрении. Позднее вербену заменили мёд, финики и инжир.
В современной Франции новогодние подарки, в отличие от рождественских, представляют собой денежные суммы. Их могут дарить близким (обычно речь идёт о карманных деньгах для детей или внуков), но чаще всего они вручаются, в знак признательности, представителям определённых профессий, с которыми среднестатистический француз достаточно часто контактирует в повседневной жизни и которые в течение года оказывают ему некие услуги. В их число входят консьержи, почтальоны, пожарные, мусорщики, няни и уборщицы. Сумма вознаграждения может варьироваться от 5 до 50 евро. Что касается почтальонов, пожарных и мусорщиков, то они в преддверии Нового года обходят дома, предлагая новогодние календари, за которые люди платят столько, сколько посчитают нужным (но, как правило, больше их объективной стоимости). Однако официальное право на это, закреплённое за ними с 1946 года, имеют только пожарные. В послевоенное время собранные ими деньги шли на благотворительные цели; в наши дни они поступают в общую кассу ассоциации пожарных. Ежегодно в разных городах Франции печатаются специальные календари, известные как calendriers des pompiers («календари пожарных») и посвящённые пожарной тематике. Что касается почтальонов, то для них при распространении новогодних календарей существуют определённые ограничения, а мусорщикам в большинстве городов подобная деятельность запрещена местным законодательством. Встречаются также мошенники, продающие календари под видом пожарных или почтальонов.
Непременным атрибутом Нового года являются также открытки с пожеланиями. Эта традиция пришла во Францию в XIX веке из Великобритании. В наше время всё большую популярность набирают электронные открытки, однако и бумажные по-прежнему остаются в моде.